# Son Young-Ki
Son Young-Ki (en coreano: 손영기; 30 de mayo de 1985) es un deportista surcoreano que compitió en esgrima, especialista en la modalidad de florete. Ganó dos medallas de bronce en el Campeonato Mundial de Esgrima en los años 2007 y 2019.

## Palmarés internacional
| Campeonato Mundial | Campeonato Mundial      | Campeonato Mundial | Campeonato Mundial  |
| Año                | Lugar                   | Medalla            | Prueba              |
| ------------------ | ----------------------- | ------------------ | ------------------- |
| 2007               | San Petersburgo (Rusia) | Medalla de bronce  | Florete por equipos |
| 2019               | Budapest (Hungría)      | Medalla de bronce  | Florete individual  |